# 12760 Maxwell
För andra betydelser, se Maxwell (olika betydelser).
12760 Maxwell eller 1993 TX26 är en asteroid i huvudbältet som upptäcktes den 9 oktober 1993 av den belgiske astronomen Eric W. Elst vid La Silla-observatoriet. Den är uppkallad efter den brittiske fysikern och matematikern James Clerk Maxwell.
Den tillhör asteroidgruppen Eos.